# Babinische Republik

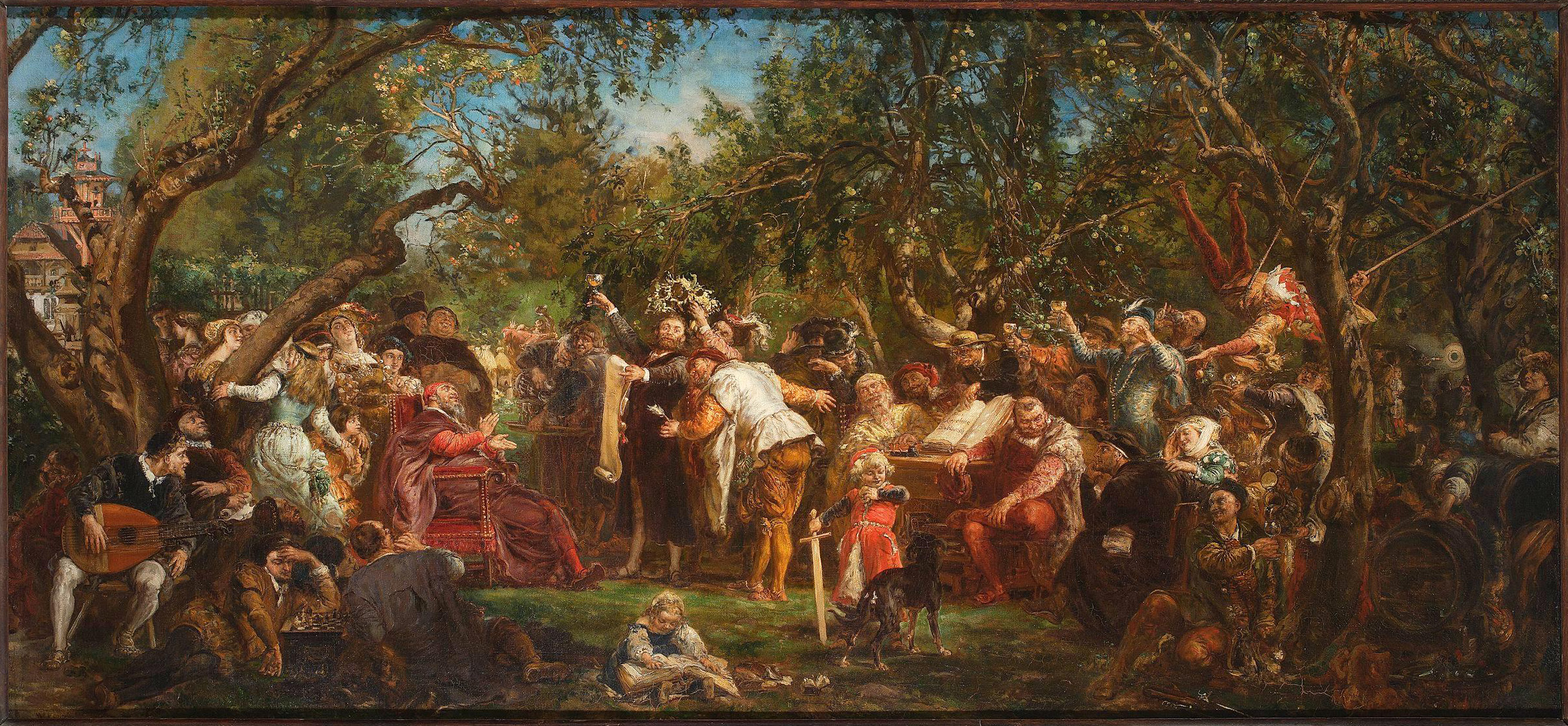
Jan Matejko Die Babinische Republik, 1881

Die Babinische Republik (polnisch Rzeczpospolita Babińska) war eine humoristische literarische Gesellschaft, die 1568 von den Polen Stanisław Pszonka und Piotr Kaszowski in der Ortschaft Babin unweit von Lublin gegründet wurde. Sie verlieh allen, welche sich irgendwie lächerlich gemacht hatten, scherzweise darauf bezügliche Titel und Würden.

## Hintergrund
Das Wort Baba bedeutet im Polnischen alte Frau und die Babina ist deren Besitzung. Pszonka, einer der Stifter der Gesellschaft, besaß ein heruntergekommenes Landgut mit dem Namen Babin. Da dieses Landgut aufgrund seines Namens oftmals bei fremden spöttische Bemerkungen hervorrief, beschlossen er und einige weitere Edelleute am Hofe des polnischen Königs Sigismund August dort vorübergehend eine „Babinische Republik“ auszurufen und ihr dieselbe Verfassung zu geben, wie sie die polnische Republik seit 1505 hatte.
Die Ämter der Gesellschaft wurden gemäß der Maxime omnis homo mendax jenen vergeben, die sich bei größeren gesellschaftlichen Ereignissen durch sonderbares Verhalten hervortaten. Landboten ohne Rednergabe erhielten ein Diplom als Redner oder Berichterstatter, geschwätzige Leute wurden zu Geheimräten, Prozesssüchtige zu Friedensrichtern ernannt, Besoffene, die ihre Waffe zogen, wurden zum Kronfeldherren und redete jemand er von Dingen, die er nicht verstand, wurde er Erzbischof.
Jeder in die Gesellschaft neu Aufgenommene musste eine Geschichte in Prosaform verfassen. 411 Geschichten, die die Gesellschaft gesammelt hat, sind erhalten geblieben. Die führenden polnischen Dichter der Renaissance und des Barock waren mit der „Babinischen Republik“ verbunden. Zu den bekanntesten Mitgliedern gehörten unter anderem die Dichter Mikołaj Rej, Jan Kochanowski und Andrzej Trzecieski, Bartosz Paprocki, Mikołaj Sęp Szarzyński, Stanisław Sarnicki und Jan Andrzej Morsztyn sowie der polnische Kanzler Jan Zamoyski. Aufgrund ihres wachsenden Netzwerkes blieb die Gesellschaft nicht ohne Einfluss und hatte für das gesellschaftliche Leben in Polen bis zu ihrer Auflösung 1677 eine relativ große Bedeutung.